# Manifest an alle Völker Estlands

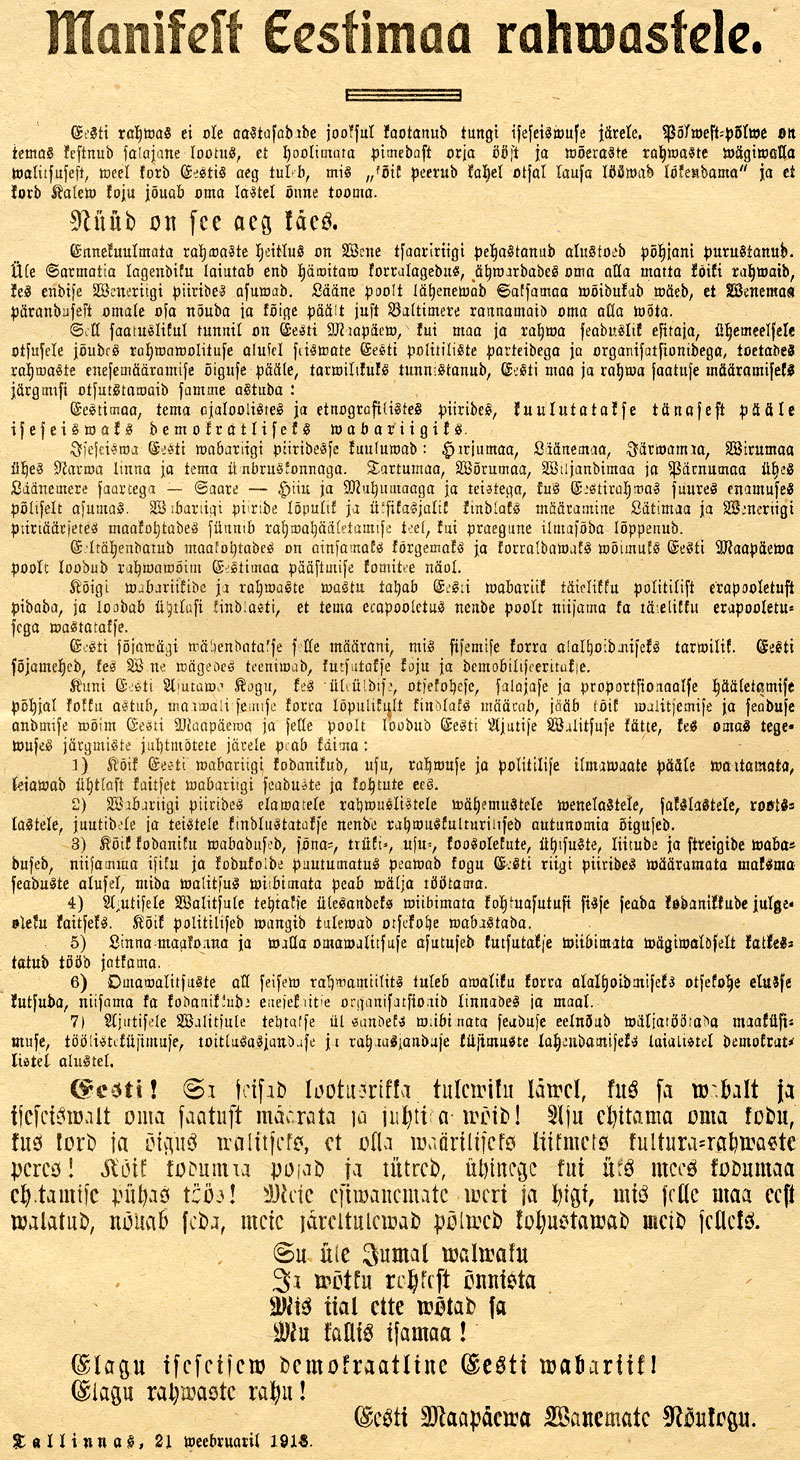
Manifest an alle Völker Estlands (Pärnuer Fassung)

Das Manifest an alle Völker Estlands (estnisch Manifest kõigile Eestimaa rahvastele) vom Februar 1918 war die Gründungsurkunde der Republik Estland. Der Tag der öffentlichen Verkündung in Tallinn, der 24. Februar, ist estnischer Nationalfeiertag.

## Vorgeschichte
Die Februarrevolution in Russland 1917 und der Sturz der Zarenherrschaft brachten dem Gouvernement Estland, dessen Gebiet seit dem Frieden von Nystad 1721 zum Russischen Reich gehörte, neue, erweiterte Selbstverwaltungsrechte. Am 12. April 1917 erließ die provisorische Regierung Russlands ein Dekret über die Autonomie Estlands. Im Mai und Juni 1917 fanden die allgemeinen, indirekten Wahlen zum provisorischen Landtag des Gouvernements Estland (Ajutine Maanõukogu, inoffiziell Maapäev genannt) statt. Der Landtag konstituierte sich am 14. Juli 1917. Es war das erste demokratisch gewählte Parlament Estlands. Der Landtag wählte eine Landesregierung (Maavalitsus) unter dem Politiker Jaan Raamot, auf den später Konstantin Päts folgte.

Wichtigste Akteure
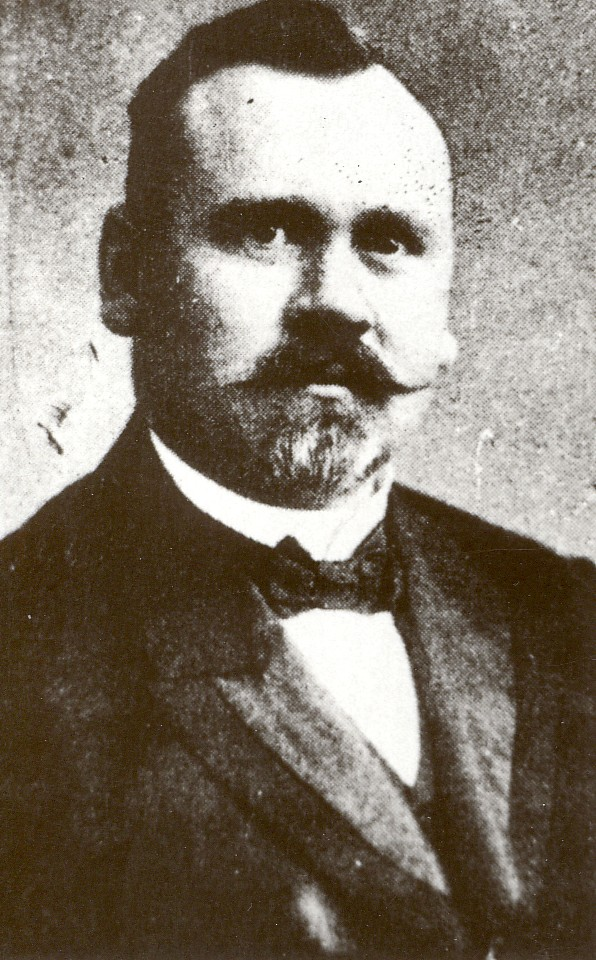
Jaan Raamot
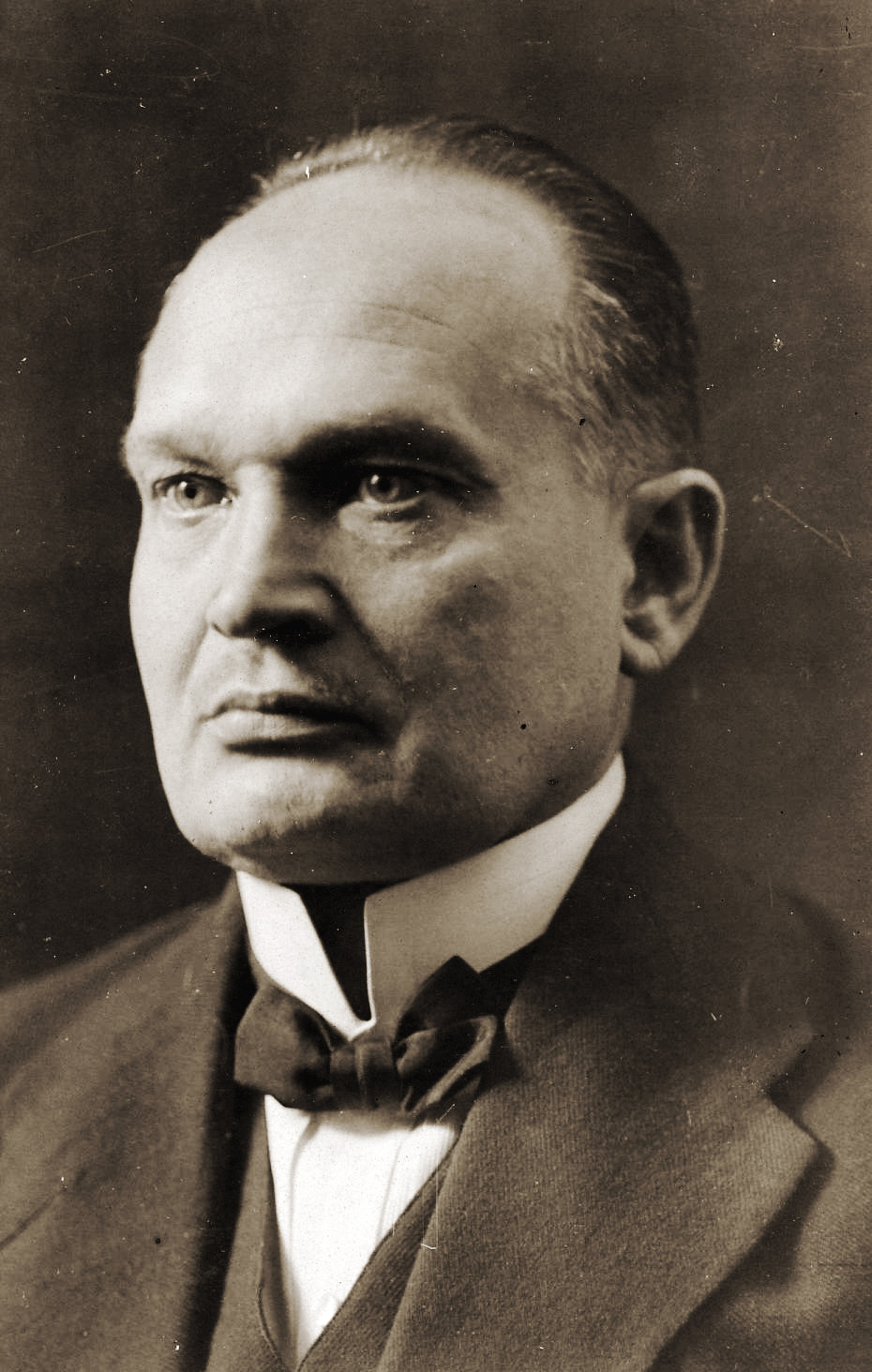
Konstantin Päts
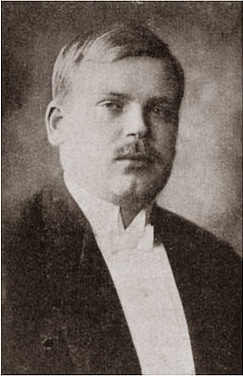
Jüri Vilms
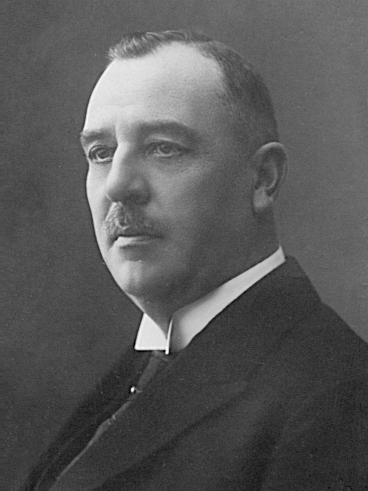
Konstantin Konik

Am 28. November 1917, wenige Wochen nach der Machtübernahme der Bolschewiki in Petrograd vom 7. November 1917, erklärte sich der Provisorische Landtag in Tallinn in seiner letzten Sitzung zur obersten Gewalt in Estland bis zum Zusammentritt einer verfassungsgebenden Versammlung. Der Landtag setzte einen Ältestenrat (Eesti maapäeva vanemate nõukogu) ein, der im Krisenfall auch die Kompetenz zur Gesetzgebung haben sollte.
Der Forderung der Bolschewiki nach einer Selbstauflösung des Landtags kamen die Abgeordneten nicht nach. Er wurde daher von den Bolschewiki gewaltsam auseinandergetrieben. Die Abgeordneten gingen in den Untergrund. Ende 1917 kamen sie überein, im Falle einer drohenden deutschen Besetzung Estlands die staatliche Unabhängigkeit auszurufen und die Westmächte um Anerkennung der staatlichen estnischen Selbständigkeit zu ersuchen.

## Erstellung des Manifests
Mitte Februar 1918, nach dem vorläufigen Scheitern der deutsch-sowjetrussischen Friedensverhandlungen in Brest-Litowsk, rückten die deutschen Truppen schnell weiter Richtung Nordosten vor. Die russischen Streitkräfte bereiteten ihren fluchtartigen Abzug aus Estland vor.
Am 18. Februar 1918, dem Beginn der deutschen Großoffensive, setzte der Ältestensrat des Provisorischen Landtags im Zuge des sich anbahnenden Machtvakuums einen Ausschuss ein, der ein Unabhängigkeitsmanifest für ein souveränes Estland ausarbeiten sollte. Ihm gehörten die vier Abgeordneten Karl Ast, Jüri Jaakson, Juhan Kukk, Jüri Vilms bzw. Ferdinand Peterson an. Ziel war die Schaffung eines selbständigen und demokratischen Staats. Die neue staatliche Ordnung sollte später eine zu wählende verfassungsgebende Versammlung ausarbeiten. Das Manifest, das auf frühere Entwürfe zurückgriff, wurde am 21. Februar 1918 angenommen.
Gleichzeitig bildete der Ältestenrat am 19. Februar das dreiköpfige „Estländische Rettungskomitee“ (Eestimaa Päästekomitee) und übertrug ihm umfassende Vollmachten. Dem Rettungskomitee gehörten die estnischen Politiker Konstantin Päts, Jüri Vilms und Konstantin Konik an. Aufgabe des Komitees sollte die Koordinierung der für die Unabhängigkeit erforderlichen Schritte sein.

## Verkündung

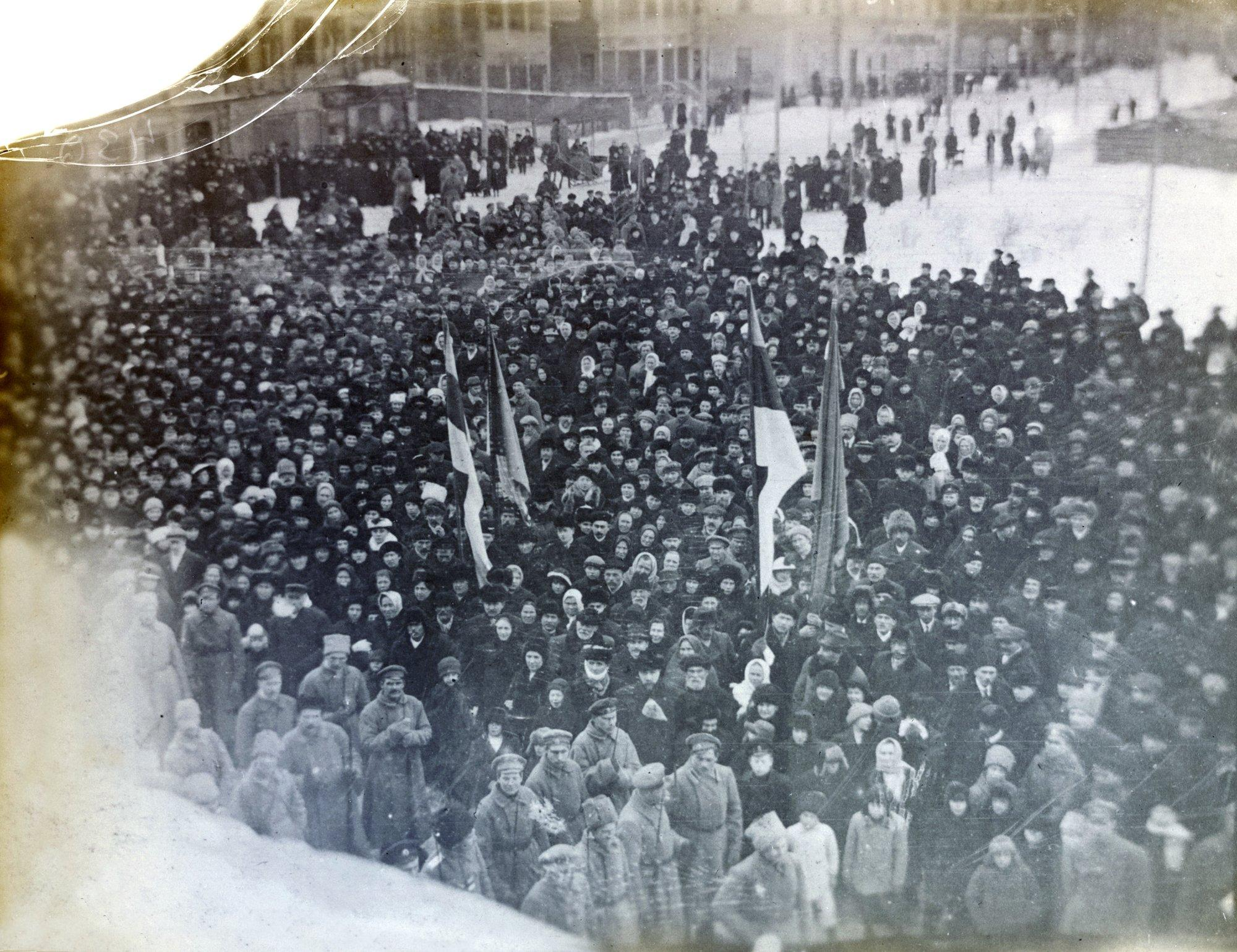
Ausrufung der estnischen Unabhängigkeit in Pärnu (23. Februar 1918)

Ursprünglich war die Verkündung des Manifests für den 21. Februar 1918 im westestnischen Haapsalu vorgesehen, wo sich national gesinntes estnisches Militär befand. Doch bevor die Mitglieder des Rettungskomitees dort eintrafen, wurde die Stadt am frühen Morgen von deutschen Truppen besetzt. Auch das Vorhaben des Rettungskomitees, das Manifest am 24. Februar in Tartu zu verkünden, wurde verworfen.
Erstmals wurde das Manifest am Samstag, dem 23. Februar 1918, gegen acht Uhr abends vom Balkon des Theaters Endla im westestnischen Pärnu durch den Landtagsabgeordneten Hugo Kuusner im Namen des Ältestenrates des Provisorischen Landtags feierlich verlesen und durch Plakate bekanntgegeben. Am 24. Februar 1918 wurde es in Viljandi durch Bürgermeister Gustav Talts und in Tori verlesen. Am selben Tag wurden Plakate mit dem Text in der Hauptstadt Tallinn geklebt und dort am 25. Februar 1918 durch den Provisorischen Ministerpräsidenten Konstantin Päts sowie in Paide durch den Militär Jaan Maide verkündet, einen Tag später auch in Rakvere. Am 25. Februar 1918 erschien der Text in der estnischen Zeitung Päevaleht, am folgenden Tag in estnischen Zeitungen in Petrograd.

## Inhalt
Die wichtigsten Aussagen des Manifestes sind:
- „Estland wird in seinen historischen und ethnographischen Grenzen von heute an zu einer unabhängigen demokratischen Republik erklärt.“

- „In den vorgenannten Gebieten ist die einzige höchste organisierende Macht die vom Estnischen Maapäev gebildete Volksmacht in Form des Komitees zur Rettung Estlands.“

- „Bis die Estnische Verfassunggebende Versammlung, die aufgrund des allgemeinen, direkten, geheimen und gleichen Wahlrechtes zusammentritt, die verfassungsmäßige Ordnung des Landes festlegt, bleibt alle exekutive und legislative Gewalt in den Händen des Estnischen Maapäev und der von ihm gebildeten Estnischen Provisorischen Regierung, die sich in ihrer Tätigkeit von den folgenden Prinzipien leiten wird:

1) Alle Bürger der Republik Estland, ungeachtet ihres Glaubens, ihrer Nationalität und politischen Weltanschauung, finden gleichen Schutz vor den Gesetzen und den Gerichten der Republik.
2) Den in den Grenzen der Republik lebenden nationalen Minderheiten: den Russen, Deutschen, Schweden, Juden und anderen wird das Recht auf nationale Kulturautonomie gewährt.
3) Alle bürgerlichen Freiheiten, die Freiheit des Wortes, der Presse, der Religion, der Versammlung, der Gemeinschaft, der Vereinigung und des Streiks sowie die Unverletzbarkeit der Person und des Heims sollen in den Grenzen des Estnischen Staates unabänderlich auf der legalen Basis gelten, die die Regierung unverzüglich ausarbeiten muss.
4) Der Provisorischen Regierung wird es zur Aufgabe gemacht, unverzüglich zum Schutz der Sicherheit der Bürger Gerichtsbehörden einzurichten. Alle politischen Gefangenen sind sofort zu befreien.
5) Die Stadt-, Kreis- und Gemeindeselbstverwaltungen sind aufgerufen, ihre gewaltsam unterbrochene Arbeit unverzüglich wieder aufzunehmen.
6) Eine den Selbstverwaltungen unterstehende Volksmiliz soll zur Aufrechterhaltung der öffentlichen Ordnung umgehend ins Leben gerufen werden, genauso wie Selbstschutzorganisationen der Bürger in den Städten und auf dem Land.
7) Der Provisorischen Regierung wird es zur Aufgabe gemacht, auf breiter demokratischer Basis Gesetzesprojekte zur Lösung der Landfrage, der Arbeiterfrage sowie zu Fragen der Lebensmittelversorgung und des Finanzwesens unverzüglich auszuarbeiten.“

## 24. Februar 1918
Am 24. Februar 1918 erklärte das Rettungskomitee in Tallinn erneut die Loslösung Estlands von Russland und rief erstmals in der estnischen Geschichte die staatliche Selbständigkeit aus. Die Regierung erklärte gleichzeitig die Neutralität des Landes und forderte alle estnische Streitkräfte auf, nicht in den deutsch-sowjetrussischen Krieg einzugreifen. Am selben Tag ernannte das Rettungskomitee die (erste) Provisorische Regierung Estlands. Sie repräsentierte ein breites politisches Spektrum. Ihr gehörten die vier größten demokratischen Parteien an. Der 24. Februar ist heute estnischer Nationalfeiertag.

## Deutsche Besetzung
Am Mittag desselben Tages marschierten erste deutsche Truppen in Tallinn ein und besetzten bis Anfang März ganz Estland. Sie übernahmen de facto die alleinige Regierungsgewalt im Land. Die Provisorische Regierung konnte nicht mehr zusammentreten. Ministerpräsident Konstantin Päts wurde verhaftet und interniert, sein Stellvertreter Jüri Vilms in Helsinki wahrscheinlich auf deutsches Geheiß hingerichtet.

## November 1918
Erst Anfang November 1918 kam es mit der deutschen Niederlage im Ersten Weltkrieg zum Ende der deutschen Okkupation in Estland. Am 11. November 1918 unterzeichnete Deutschland den Waffenstillstand von Compiègne.
Am selben Tag konnte die provisorische Regierung der Republik Estland wieder zusammentreten. Einen Tag später wurde in einer gemeinsamen Sitzung der provisorischen Regierung und des Ältestenrates des Landtags ein neues Kabinett und Führung von Konstantin Päts gebildet, die zweite provisorische Regierung (Provisorische Regierung Päts II).

## Anhang